# Max Dilger
Max Dilger (ur. 14 lipca 1989 w Lahr/Schwarzwald) – niemiecki żużlowiec, występujący również na długim torze.

## Życiorys
Czterokrotny medalista młodzieżowych indywidualnych mistrzostw Niemiec: złoty (2008) oraz trzykrotnie brązowy (2005, 2007, 2009).
Dwukrotny finalista drużynowych mistrzostw świata juniorów (Rybnik 2006 – IV miejsce, Abensberg 2007 – IV miejsce). Srebrny medalista drużynowych mistrzostw Europy juniorów (Rawicz 2008). Złoty medalista mistrzostw Europy par (Herxheim 2013). Finalista indywidualnych mistrzostw Europy (Równe 2011 – XI miejsce).
W lidze polskiej startuje od 2006 r., reprezentując kluby Speedway Miszkolc (2006), Orzeł Łódź (2007–2008), Kolejarz Opole (2009–2010), Polonia Piła (2011–2012), KSM Krosno (2013), ponownie klub Polonia Piła (2019), RKS Kolejarz Rawicz (2020), MSC Wölfe Wittstock (2021) i ponownie Polonia Piła (2022). W lidze brytyjskiej startował w barwach klubów z Edynburga (2009–2010) i Redcar (2012–2013).